# التون (ایندیانا)
التون، ایندیانا (به انگلیسی: Alton, Indiana) یک منطقهٔ مسکونی در ایالات متحده آمریکا است که در ایندیانا واقع شده‌است.

## خصوصیات
التون ۰٫۴۹ کیلومترمربع مساحت و ۵۵ نفر جمعیت دارد و ۱۳۰ متر بالاتر از سطح دریا واقع شده‌است.